# レインボー戦隊ロビン
『レインボー戦隊ロビン』（レインボーせんたいロビン）は、1966年（昭和41年）4月23日から1967年（昭和42年）3月24日までNET系列で全48話が放送された、東映動画製作のSFアニメである。白黒作品。
放送時間は、第36話までは毎週土曜日20時 - 20時30分、第37話以降は毎週金曜日19時30分 - 20時。全48話であるが、最終回放送翌週の1967年3月31日に第6話が一度再放送されたため、総放送回数は49回である。

## 概要
この作品は、東映動画がスタジオ・ゼロへ原案を発注したもので、『里見八犬伝』、『キャプテン・フューチャー』、『七人の侍』などをヒントに、キャラクターデザインを石森章太郎（のちの石ノ森章太郎）や藤子不二雄（藤本弘と安孫子素雄。のちの藤子・F・不二雄と藤子不二雄Ⓐ）で分担、石森がそれらを清書した。性格設定とシノプシスには、上記三人の他につのだじろう、鈴木伸一も参加している。実際のアニメでは、これらのキャラクターや名称を若干変更した形で発表された。

## 漫画版
風田朗とスタジオ・ゼロによる漫画版『レインボー戦隊』は、アニメ版とのタイアップ作品として講談社の『週刊少年マガジン』1965年（昭和40年）1月1日号から3月28日号に全13話が連載された。風田朗は鈴木伸一が使用するペンネームであるが、名義貸しとして使われただけで、彼自身は背景等を手伝ったのみである。実際の執筆者は石森と安孫子（のちの藤子Ⓐ）、石ノ森のアシスタントの高橋、長谷邦夫らである。
あまり人気が出ず、未完で終わる。単行本は大都社から全1巻が出版されたが、すぐに絶版。後に『石ノ森章太郎萬画大全集』に収録された。
アニメ放映中のタイアップとして秋田書店の『冒険王』に漫画版『レインボー戦隊ロビン』11話が連載された。
また、アニメ版の放送終了から6年後に石ノ森が一人で執筆した『たのしい幼稚園』版も存在する。

## ストーリー
パルタ星（原作コミックではパルダ星）人と地球人の間に生まれた少年ロビンと6体のロボットたち・レインボー戦隊が主役。第1話「怪星人現わる」から第26話「パルタ星最後の日」までの、彼らがパルタ星人の地球侵略に立ち向かうシリーズと、パルタ星との戦い以降の第27話から第48話までの、一話完結でのサスペンス・コメディ・活劇などのバラエティに富んだ内容とに分かれる。
逆銀河系にあるパルタ星は爆発四散する運命にあることが判り、パルタ皇帝は地球を武力で征服して移住しようとし、まずスパイとして科学者のポルトを送り込んだ。彼は地球人に正体を知られ、追われて負傷するが、敵味方の区別無く助けてくれた地球人すみ子の優しさに触れ、パルタ星を裏切った。そのためすみ子と共にパルタ星に連行されて監禁されるが、その前に彼は、地球防衛のために密かに6体のロボットを作り、すみ子との間に生まれた男の子をロボットたちに託していた。男の子はロボットたちに、中でもすみ子の優しさを体現させた看護婦ロボットのリリに大切に育てられ、正義感の強さと優しさを併せ持つ少年に成長する。そしてパルタ星のXデーが2年後に迫った12歳の時、己の使命を知った少年は6体のロボットを率いてパルタ星の侵略から地球を守るために戦う。この少年がロビンであり、彼と6体のロボットがレインボー戦隊である。
ロビンとレインボー戦隊の苦しい戦いの末、パルタ皇帝は倒され、罪の無い多くのパルタ星人は別の星に平和的に移住し、ロビンの父母も無事に救出されて大団円となった。
しかし、地球と宇宙の平和を乱す者は後を絶たず、レインボー戦隊はその後も様々な事件に立ち向かっていく。

## キャスト

### レインボー戦隊
ロビン
声 - 里見京子
キャラクターデザイン - 石森章太郎（石ノ森章太郎）
レインボー戦隊の隊長で、正義を愛する勇敢な少年。レイガンの達人で、パイロットとしての技量は地球防衛軍のエースパイロット・タイガーを凌ぐほど。必殺技は胸の星型マークから強力な破壊光線を放つミラクルノヴァで、一度使うと寿命が3年縮む。父はパルタ星人ポルト、母は地球人のすみ子。ポルトの作った6体のロボットに育てられた。年齢は放送スタート時は12歳だが、「パルタ星最後の日」以降14歳と設定される。企画段階ではヒカルという名前であり、漫画版ではその設定を受け継ぎ、星ヒカルとなっている。
リリ
声 - 新道乃里子
キャラクターデザイン - 石森章太郎
看護婦ロボット。手の先から出る復元光線によって、生体の治療のほか、メカの修理もできる。ロビンの育ての母親代わりだった。心優しく、敵兵士とのロマンスもあったりするが、ややお転婆。意外と嫉妬深い面もある。
ペガサス
声 - 関根信昭
キャラクターデザイン - 藤子不二雄の藤本弘（藤子・F・不二雄）
ロビンが乗るロケット型ロボット。ロビンが搭乗する際は、万能戦闘機に変形する。状況に応じて陸上や水中でも行動できる。大気圏内での最高速度はマッハ18で、宇宙では恒星間飛行も可能。レイガン、空対空ミサイルなどを搭載。
ベル
声 - 中村恵子
キャラクターデザイン - 東映動画
人間の3000倍の高感度の感覚器を持つ猫型のレーダーロボット。性格はそそっかしく短気で、教授と共にギャグの立ち回りが多い。スタジオ・ゼロの原案では「レーダー」という名の藤本がデザインしたロボットで、猫型ではない機械的なデザインだったが、「年齢層に合わない」という理由で変更された。
教授
声 - 八木光生
キャラクターデザイン - 石森章太郎
レインボー戦隊の頭脳役をつとめる老人型ロボット。小さな体で卓越した知能と判断力を持つが、ベル同様そそっかしく、ギャグの立ち回りが多い。
ウルフ
声 - 桜井英一
キャラクターデザイン - 藤子不二雄の安孫子素雄（藤子不二雄Ⓐ）
ニヒルな戦闘ロボット。感情というチャンネルを持たないとされているが、実際には喜怒哀楽を見せている。ロビンが危険に晒されると即戦闘態勢になる機能を持つ。変身能力もあり、一般人の姿になって行動することもある。
ベンケイ
声 - 篠田節夫
キャラクターデザイン - 藤子不二雄の安孫子素雄
巨大で心優しい怪力ロボット。気弱な面があり、力しか取り柄がない自分に自信喪失して、精神を病んだこともある。腹部に教授らを収納できる。
ポルト博士
声 - 篠田節夫
ロビンの父で、レインボー戦隊のロボットたちを作った人物。元はパルタ星の科学者で、地球人に変身して地球の軍備を調査していた。スパイ活動の最中に負傷し、偶然出会ったすみ子に助けられ、地球人の優しさを知ってパルタ星の侵略を阻止する決意を固めた。レインボー戦隊完成後にパルタ星に拉致され、監禁されて研究を強要される日々を送るが、後にパルタ星の平和勢力を陰から支援する。
すみ子
声 - 新道乃里子
ロビンの母で日本人。ポルト博士が地球人の味方になるきっかけを作った女性で、音楽を愛し、優しさと芯の強さを兼ね備えた女性。夫と共に、ロビンを残してパルタ星に拉致されるが、離れていてもロビンへの愛情は変わることはなく、パルタ皇帝の息子・シーザーの心にも地球人と同じ優しさを芽生えさせた。

### 地球防衛軍
世界連邦長官
地球防衛軍の責任者で、レインボー戦隊との信頼関係は固い。一方で、レインボー戦隊に頼りすぎる状況を潔しとせず、パルタ星決戦ではレインボー戦隊にも極秘で支援部隊を派遣した。戦争終結後も様々な事件でレインボー戦隊に協力を依頼している。
タイガー
声 - 三田松五郎
地球防衛軍のエースパイロット。第11話で空母RX20所属のパイロットとしてロビンと出会う。当初はロビンたちに傲慢な態度で接していたが、ロビンの実力と真心に触れ、態度を改めた。第26話では、極秘の支援部隊を率いてパルタ星に乗り込みポルト夫妻を救出している。その後、第47話では新婚旅行先の月で事件に巻き込まれている。

### パルタ星人
パルタ皇帝
声 - 篠田節夫
パルタ星の独裁者。冷酷でわがままな支配者で、自分の意に沿わない相手は部下でも平気で処刑する。市民に対しても高圧的な支配で臨んでいる。ただし、息子シーザーに対してだけは愛情らしきものも見せている。
パルタ将軍
皇帝を補佐するパルタ軍の総司令官。皇帝同様冷酷で残忍。
シーザー
パルタ皇帝の細胞から生み出された人造人間で、皇帝の後継者。パルタ軍のエースパイロットで、プライドの高い戦士だが、地球人の持つ愛情を理解しており、母親を持たない自身の孤独をロビンの母・すみ子に吐露している。第16話のみの登場。
ベラ
パルタ皇帝に忠誠を尽くす優秀な女性隊長だったが、パルタ皇帝の残忍さとロビンの真意を理解し、パルタ人を平和的に移住させるための抵抗運動に身を投じる。パルタ星での決戦ではレインボー戦隊と協力して市民の脱出に尽力した。第25, 26話に登場。

## スタッフ
- 制作担当 - 馬島巽（第14 - 25回）
- 企画 - 飯島敬（第1 - 13回）、小野沢寛（第1 - 8回）、斉藤侑（第14 - 16回）、馬島巽（第26回 - 終）、大沼克之（第14回 - 終）、斉藤侑（第14 - 26回）
- 原案構成 - スタジオ・ゼロ（鈴木伸一、石森章太郎、つのだじろう、藤子不二雄 ほか）
- 音楽 - 服部公一
- 作画 - 椛島義夫、森下圭介、高橋信也、鈴木伸一、小松原一男、今沢哲男、木村圭市郎、宮崎駿 他
- 背景 - 井岡雅宏、川本征平、小林七郎 他
- 効果 - 大平紀義
- 制作 - 東映動画

## 主題歌

### オープニングテーマ
「レインボー戦隊ロビン」（第1話 - 第26話）
作詞 - 飯島敬 / 作曲 - 服部公一 / 歌 - レインボーハーモニー
「進め! ロビン」（第27話 - 第48話）
作詞 - 小川敬一 / 作曲 - 服部公一 / 歌 - 上高田少年合唱団

### エンディングテーマ
「ロビンの宇宙旅行」（第1話 - 第26話）
作詞 - 小川敬一 / 作曲 - 服部公一 / 歌 - レインボーハーモニー
「すてきなリリ」（第27話 - 第48話）
作詞 - 小川敬一 / 作曲 - 服部公一 / 歌 - 前川陽子

## その他の楽曲
この2曲は、1997年2月にEMIミュージック・ジャパンから発売されたCD「なつかしのミュージック・クリップ12『レインボー戦隊ロビン』」に収録されている。
挿入歌「ロビンの子守唄」
作詞 - 小川敬一 / 作曲 - 服部公一 / 歌 - 井上かおる
第15話で使用された。
「（幻のオープニング）」（正式タイトル不明）
作詞 - 不明 / 作曲 - 服部公一 / 歌 - 熊倉一雄
「バラエティ編」以降のオープニングとして製作されたが使用されず、イントロ部が「進め!ロビン」に流用、また劇中でインストルメンタルとして使用されたに止まった。

## 各話リスト
| 話数 | サブタイトル               | 脚本            | 演出       | 作画監督            | 美術            | 放送日         |
| ---- | -------------------------- | --------------- | ---------- | ------------------- | --------------- | -------------- |
| 1    | 怪星人現わる！             | 小島和彦        | 芹川有吾   | 木村圭市郎          | 沼井肇          | 1966年 4月23日 |
| 2    | ビッグアイ作戦             | 山中肇          | 田宮武     | 木村圭市郎          | 沼井肇          | 4月30日        |
| 3    | 黒い象神                   | 小沢洋 芹川有吾 | 芹川有吾   | 若林哲弘            | 沼井肇          | 5月7日         |
| 4    | SOS航路                    | 山中肇          | 眞野好央   | 木村圭市郎          | 沼井肇          | 5月14日        |
| 5    | オーロラ作戦               | 高橋潤一        | 勝間田具治 | 木村圭市郎          | 沼井肇          | 5月21日        |
| 6    | 宇宙にかける虹             | 浜田稔          | 芹川有吾   | 木村圭市郎          | 沼井肇          | 5月28日        |
| 7    | サハラ砂漠の脱出           | 山中肇          | 田宮武     | 木村圭市郎          | 沼井肇          | 6月4日         |
| 8    | 地底基地の怪人             | 山中肇          | 竹田満     | 木村圭市郎 若林哲弘 | 沼井肇          | 6月11日        |
| 9    | 恐怖の渦巻                 | 山中肇          | 白根徳重   | 木村圭市郎          | 沼井肇          | 6月18日        |
| 10   | 狙われた少女               | 加藤精二        | 勝間田具治 | 木村圭市郎 若林哲弘 | 沼井肇          | 6月25日        |
| 11   | マンモス空母の危機         | 浜田稔          | 芹川有吾   | 木村圭市郎          | 沼井肇          | 7月2日         |
| 12   | ダイヤモンド作戦           | 高橋潤一        | 田宮武     | 若林哲弘            | 沼井肇          | 7月9日         |
| 13   | グリース星の女王           | 浜田稔          | 田宮武     | 若林哲弘            | 沼井肇          | 7月16日        |
| 14   | トウキョウSOS              | 小島和彦        | 勝間田具治 | 森三郎              | 沢根文利        | 7月23日        |
| 15   | 母の呼ぶ声                 | 林弘明          | 眞野好央   | 阿部隆              | 山崎誠          | 7月30日        |
| 16   | 撃墜王パルタの鷹           | 浜田稔          | 勝間田具治 | 窪詔之              | 沢根文則        | 8月6日         |
| 17   | パリ・ファッション作戦     | 山中肇          | 田宮武     | 窪詔之              | 沢根文則        | 8月13日        |
| 18   | 危険への招待状             | 小島和彦        | 茂野一清   | 鈴木伸一            | 沼井肇          | 8月20日        |
| 19   | 大洪水作戦                 | 鈴樹三千夫      | 田宮武     | 角田昭一            | 沢根文則        | 8月27日        |
| 20   | パルタの罠を砕け           | 小沢洋          | 白根徳重   | 窪詔之              | 沢根文則        | 9月3日         |
| 21   | ステラの記憶               | 小島和彦        | 眞野好央   | 木村圭市郎          | 椋尾篁          | 9月10日        |
| 22   | 暗殺指令XYZ                | 三芳加也        | 勝間田具治 | 窪詔之              | 沼井肇          | 9月17日        |
| 23   | くじら艦隊襲来             | 東文太          | 茂野一清   | 鈴木伸一            | 沼井肇          | 9月24日        |
| 24   | 戦火の傷あと               | 小島和彦        | 田宮武     | 吉田英一            | 椋尾篁          | 10月1日        |
| 25   | 友情の瞳                   | 山中肇          | 白根徳重   | 木村圭市郎          | 沼井肇          | 10月8日        |
| 26   | パルタ星最後の日           | 山中肇          | 白根徳重   | 窪詔之              | 椋尾篁          | 10月15日       |
| 27   | 狂った時間                 | 吉野次郎        | 勝間田具治 | 窪詔之              | 沼井肇          | 10月22日       |
| 28   | リリにおまかせ             | 山中肇          | 田宮武     | 窪詔之              | 沼井肇          | 10月29日       |
| 29   | 消えた豪華船               | 中根芳明        | 茂野一清   | 鈴木伸一            | 沼井肇          | 11月5日        |
| 30   | 呪いの吸血鬼               | 山中肇          | 白根徳重   | 窪詔之              | 椋尾篁          | 11月12日       |
| 31   | おかしなおかしな電送マシン | 安藤豊弘        | 茂野一清   | 鈴木伸一            | 沼井肇          | 11月19日       |
| 32   | サイボーグ作戦             | 三芳加也        | 眞野好央   | 窪詔之              | 沼井肇          | 11月26日       |
| 33   | てんやわんや作戦           | 朝風薫          | 田宮武     | 窪詔之              | 椋尾篁          | 12月3日        |
| 34   | 幽霊ホテル                 | 小島和彦 朝風薫 | 村山鎮雄   | 小田部羊一          | 沼井肇          | 12月10日       |
| 35   | 大怪獣バロン               | 安藤豊弘        | 勝間田具治 | 木村圭市郎          | 沼井肇          | 12月17日       |
| 36   | 黒マスクの恐怖             | 浜田稔          | 白根徳重   | 窪詔之              | 椋尾篁          | 12月24日       |
| 37   | 巨虫ゼミラ対怪力ガマラ     | 東文太          | 茂野一清   | 鈴木伸一            | 沼井肇          | 1967年 1月6日  |
| 38   | ハッスル・ベンケイ         | 朝風薫          | 竹田満     | 奥山玲子            | 土田勇          | 1月13日        |
| 39   | 恐竜ロボット現わる         | 浜田稔          | 眞野好央   | 熊川正雄            | 沼井肇          | 1月20日        |
| 40   | バラ星雲の彼方に           | 朝風薫          | 田宮武     | 小泉謙三            | 沼井肇          | 1月27日        |
| 41   | 幽霊城                     | 安藤豊弘        | 山口康男   | 高橋信也            | 沼井肇          | 2月3日         |
| 42   | ゴライアスの眼             | 小島和彦 朝風薫 | 白根徳重   | 窪詔之              | 椋尾篁          | 2月10日        |
| 43   | 吹雪の中をつっぱしれ       | 小島和彦        | 勝間田具治 | 落合道正            | 椋尾篁          | 2月17日        |
| 44   | ウラガンシティの対決       | 安藤豊弘        | 村山鎮雄   | 小田部羊一 奥山玲子 | 沼井肇          | 2月24日        |
| 45   | スピードの王者             | 浜田稔          | 田宮武     | 小泉謙三            | 横井三郎        | 3月3日         |
| 46   | ピンボケ作戦               | 中根芳明        | 茂野一清   | 鈴木伸一            | 辻忠直 小林七郎 | 3月10日        |
| 47   | 幻の将軍                   | 浜田稔          | 眞野好央   | 熊川正雄            | 沼井肇          | 3月17日        |
| 48   | 西部のロビン               | 吉野次郎        | 白根徳重   | 窪詔之              | 椋尾篁          | 3月24日        |

　1967年（昭和42年）3月31日　第6話「宇宙にかける虹」のリピート放映を行った。

## 放送局
- NET（制作局）：土曜 20:00 - 20:30（第36話まで） → 金曜　19:30 - 20:00（第37話から）
- 北海道放送：日曜 10:30 - 11:00[8]
- 青森放送：土曜 18:00 - 18:30[9]
- 岩手放送：日曜 10:30 - 11:00[10]
- 秋田放送：金曜 18:00 - 18:30[11]
- 東北放送：木曜 18:00 - 18:30（第26話まで） → 金曜 18:00 - 18:30（第27話 - 第43話） → 木曜 17:30 - 18:00（第44話から）[12]
- 新潟放送：日曜 18:00 - 18:30[13]
- 山梨放送：月曜 17:20 - 17:50（1967年9月時点）[14]
- 静岡放送：木曜 17:30 - 18:00[15]
- 名古屋テレビ：月曜 19:00 - 19:30[16]
- 毎日放送：土曜 20:00 - 20:30（第36話まで） → 金曜　19:30 - 20:00（第37話から）[17]
- 中国放送：金曜 18:00 - 18:30（1967年9月時点）[18]
- 高知放送：月曜 17:10 - 17:40（1968年1月時点）[19]
- 九州朝日放送：土曜 20:00 - 20:30（第36話まで） → 金曜 19:30 - 20:00（第37話から）[20]
- 熊本放送：金曜 17:00 - 17:30[20]

## 映像ソフト化
1983年から1985年に東映ビデオから、本作の傑作選ビデオ『TVヒーローシリーズ レインボー戦隊ロビン』全4巻が発売された。規格はVHS。第1巻には第1話・第11話・第13話・第28話が、第2巻には第6話・第26話が、第3巻には第16話・第17話・第30話・第33話が、第4巻には第22話・第34話・第40話が収録されている。
1995年から1996年に東映ビデオから、全話を収録したレーザーディスク全6巻が発売された。ただし、最終話の終盤で放送された「レインボー戦隊の解散宣言とお別れ」映像は収録されていない。
2005年4月20日に発売されたDVD-BOX『東映アニメモノクロ傑作選 Vol.2』には、『海賊王子』や『宇宙パトロールホッパ（パトロール・ホッパ 宇宙っ子ジュン）』とともに本作の第1話・第6話・第26話・第28話が収録されている。2006年1月25日にはブエナ・ビスタ・ホーム・エンターテイメントから、本作のみを収録した単品DVDも発売された。
2008年7月21日に発売された『石ノ森章太郎 生誕70周年 DVD-BOX』には、本作の第1話が収録されている。
2015年8月5日に東映ビデオから『レインボー戦隊ロビン DVD-BOX 1』が、同年9月9日に『DVD-BOX 2』が発売された。上記の「レインボー戦隊の解散宣言とお別れ」映像はこの『DVD-BOX 2』に初収録されたが、その一方で上記のレーザーディスクや傑作選DVDに収録されていた一部の映像素材は原版不明により未収録となっている。

## 他作品へのキャラクター起用
レインボー戦隊のメンバーは、他の東映動画作品にも出演する事がある。
- 1967年3月19日公開の劇場アニメ『サイボーグ009 怪獣戦争』で、サイボーグチームがドルフィン号で海上を行くと、その上から空飛ぶレインボー戦隊が手を振って見送る。
- 『魔法使いサリー』（第1作）第36話「ライオンと握手」で、三つ子の一人が風船で動物園に只入りするシーンがあるが、その風船の中に「教授」の形をした風船がある。
- 『ピュンピュン丸』第21話「ドテドテ救出作戦」で、チビ丸が泣き出すと、栗の木の上から「教授」が落ちてくる。
- 1981年放送の単発アニメ『ぼくらマンガ家 トキワ荘物語』で、トキワ荘内での藤本と安孫子に鈴木伸一が出会う前、ロビンが一瞬現れる。